# 2011年4月中國大陸

## 4月1日
- 一从日本归来的留学生在上海浦东国际机场将前来接机的母亲用刀连刺9刀，导致她胃、脾脏被刺破、右手骨折。事件诱因可能与学费有关，该留学生随后被拘留，其母亲被送往医院救治。据悉，该生留学5年除了前两年零星打工，后来几乎没有打工挣钱，学费、生活费全都是靠母亲维持。东方网（页面存档备份，存于）（主条目:上海留学生机场刺母事件）
- 浙江省杭州市一公司员工在即时通讯软件QQ上传谣被公安局处以治安拘留10天、罚款500元（到期释放）。法制日报/凤凰网（15日）（页面存档备份，存于）谣言全文：“据有价值信息，日本核电站爆炸对山东海域有影响，并不断地污染，请转告周边的家人朋友储备些盐、干海带，暂一年内不要吃海产品。”

## 4月2日
- 陕西省西和县抢劫强奸杀人案嫌疑犯在被审讯时“态度强硬”疑遭刑讯逼供身亡，官方称死因为“突发心脏病”。疑犯在死前约8小时已经“口吐白沫”，但只得到药片2个。约8小时后被送到医院。但已无力回天。死者家属发现死者“遍体鳞伤，全身浮肿，头部大面积出血”，全身有电击和三角皮带抽打的印记。14天后，尸检结果仍未产生，但“（中共）西和县政法委要求先掩埋尸体，然后再根据法律程序处理”。死者家属称，死者过年前曾做过全面体检，不过没有查出心脏病。兰州晨报 京华时报/腾讯（禁止网民评论）（页面存档备份，存于）（参见：杨永信电击戒网瘾。）

## 4月3日
- 诗人艾青之子、中国国家体育场设计艺术顾问，维权人士艾未未在北京首都国际机场准备乘机前往香港时被北京警方扣留，其北京的工作室亦遭到搜查。4天后，官媒新华网曾用英语报道称其涉嫌经济犯罪，但不久这篇报道也消失不见。BBC中文网（页面存档备份，存于）、新华网(英文)（参见南方都市报案。）

## 4月4日
- 日本排放万吨核废水，可能导致海洋生物基因变异。重庆晚报/中国国际广播电台（页面存档备份，存于）

## 4月6日
- 美国歌手鲍勃·迪伦在北京工人体育馆举办演唱会。这是现年70岁的鲍勃·迪伦在中国内地的首场演出。本次演唱会的全部曲目在尊重了歌手的意见的情况下，通过了北京市文化局、中华人民共和国文化部的审查。新华网中国新闻网/凤凰网（页面存档备份，存于）

## 4月7日
- 甘肃省平凉市发生食用散装牛奶中毒事件，目前已有3名婴幼儿死亡，当地两家医院仍有35名疑似牛奶中毒病患。新华网/腾讯（页面存档备份，存于）
- 财新网报道：湖南省省会长沙市坡子街居民遭遇非法强拆（土地被变更，合法住户不知情）。有的青年上吊身亡。有的青年网上公布视频、写Blog声讨，被控诽谤罪（被“诽谤”者表示不知情、未报案）。青年进京上访维权遭遇截訪、「被旅遊」之後出逃，成為維穩目標之一。财新网（页面存档备份，存于）（参见：北京安元鼎保安公司，九三学社某省主委家遭强拆险被抓 称死的心都有（页面存档备份，存于））

## 4月8日
- 上海迪士尼乐园项目正式开工，项目投资达245亿元人民币，预计于5年后建成。新浪（页面存档备份，存于）

## 4月10日
- 重庆市云阳县掏粪工将酒店粪池漂浮残渣出售给作坊，炼成地沟油销售。目前警方已经将案件移送给工商部门。重庆晚报/腾讯（页面存档备份，存于）
- 为了迎接世界大学生运动会，中国广东省深圳市党委和政府已在100天内驱逐了愈8万名“治安高危人员”，并且将继续“清理和挤压”。“无正当理由”滞留者，或“行踪可疑”、有犯罪记录或“嫌疑”、无经济来源、“生活规律异常”者（特别是昼伏夜出），以及“失足妇女”、“肇祸的精神病人员”或者有“可能危及他人或公共安全”的“极端言行”居民已有超过8万人被清理出这座城市。中国日报网/网易（禁止网民评论）
- 中共中央宣传部组织遴选36首“红歌”（歌颂党，歌颂祖国，讴歌美好生活）。中共重庆市委要求媒体高密度宣传36首红歌，使民众人人会唱、能唱、爱唱。重庆日报/腾讯（页面存档备份，存于）

## 4月11日
- 北京市东城区和平街12区3号居民楼发生爆炸事故，已导致一人死亡，一人受伤。中国广播网（页面存档备份，存于）

## 4月13日
- 23时45分發生一起命案，爱心歌手、感动中国人物丛飞的遗孀邢丹在坐车从惠州返回深圳的途中，至惠深沿海高速公路惠东段（7KM+800M处）时，被石块击中致死。凤凰网（页面存档备份，存于）
- 不到29岁的中共湖北省宜城市市委副书记、市长周森锋再获提拔，中共湖北省省委赞其政治素质好。有关其论文抄袭的调查已愈一年，清华大学和当地组织部门仍没有公布结果。红网/凤凰网（页面存档备份，存于）

## 4月14日
- 辽宁省鞍山市宁远镇二台子村的百客多家大众浴池和紧邻的一家洗车店内发生一起连杀10人的恶性案件。警方初步锁定的犯罪嫌疑人为周宇新，男，33岁，是这家浴池和洗车房的经营者。警方判断，周宇新于13日晚至14日晨，将自己的妻子、儿子、父亲、浴池1名女服务员、浴池所在房屋的房东一家，以及洗车店里的3名洗车工共计10人全部杀死。目前，警方正在勘察现场，并全力抓捕犯罪嫌疑人。新华网 （页面存档备份，存于）（主条目:鞍山连杀十人案）

## 4月15日
- 遼寧鞍山涉嫌連續殺10人的嫌疑人周宇新，于4月15日16时许在距离一百公里外的营口市鲅鱼圈区红海市场附近，被当地警方制服。网易
- 4月15日，湖北省宜昌市万寿桥工商所执法人员接到群众举报，在辖区大型蔬菜批发市场金桥市场内，查获两个使用硫磺熏制“毒生姜”的窝点，现场共查获將近1吨的“毒生姜”。新浪（页面存档备份，存于）
- 安徽省利辛县国土局干部周文彬疑在微博直播自首并举报局长受贿后失踪。上级中共纪委指责举报者网上直播举报“有作秀成分”，并表示举报者现在安全，但均不能提供有效的联系方式。山东商报/网易
- 有网友在微博贴出一张上海市卢湾区红十字会的餐饮消费发票，日期为2011年2月28日，收款单位为上海慧公馆餐饮管理有限公司，根据发票票面显示，作为慈善机构的卢湾区红十字会一顿饭居然消费9859.88元。卢湾区红十字会高额餐饮费事件网易
- 卡塔尔半岛电视台北京分社社长不满于中国媒体（尤其是中央电视台等）对近期阿拉伯变革的丑化和选择性失明，撰文《阿拉伯人对中国媒体的十万个为什么》。南方人物周刊/网易—网页快照（（页面存档备份，存于）已删除）

## 4月16日
- 邢丹被石块击中致死案件由惠州市公安局宣告破獲，三名犯罪嫌疑人被抓获并刑事拘留，均为十多岁的青年。据交代，三人为了取乐，从高速公路边捡拾小石块和混凝土块向高速公路上行驶的汽车投掷，其中一人掷出的一混凝土块掷中邢丹所乘汽车前挡风玻璃，致邢丹受伤不治身亡。惠州警方表示，三人均首次作案，不存在抢劫的说法。凤凰网（页面存档备份，存于）
- 山东省卷心菜价格低至8分钱一斤，省会济南39岁菜农绝望自杀。山东商报/腾讯（页面存档备份，存于）
- 上海市红十字会通报了高额餐费事件的调查结果及处理情况：就餐为与企业接洽业务，该发票开支渠道为工作业务经费，非社会捐款；参加人员17人，人均消费水平明显高于150元标准，责成当事人退还超标款项。卢湾区红十字会高额餐饮费事件网易

## 4月17日
- 中国国家游泳队为防误食瘦肉精禁止队员外出就餐。世锦赛前队员凡被发现一次吃外面的食物，即取消参赛资格。中国新闻网/腾讯（页面存档备份，存于）（参见欧阳鲲鹏。）
- 中央国企中国石化广东分公司团购拉菲、50年茅台等“天价酒”收据发票被网上公开。领导班子、所有处室、外宣部门纷纷开会查“内鬼”。中央电视台/腾讯（页面存档备份，存于）

## 4月18日
- 猪肉涂上上“牛肉膏”即可变“牛肉”，多家媒体在多个省市发现“牛肉膏”。报道称，多为餐馆用添加剂欺骗顾客。除了有可以“点猪成牛”的添加剂外，还有添加剂可以让猪肉变鸡、变羊、变墨鱼。专家表示，多食可致癌。而广州市工商局称“牛肉膏”未被禁用算合法。财新网/搜狐（页面存档备份，存于）东方卫视/新浪（页面存档备份，存于）信息时报/网易
- 辽宁省沈阳市查获25吨含致癌物毒豆芽，8人被刑拘。中新网/网易
- 中央国企中国石化投资8亿建豪华酒店，并挂有“国家发改委顺义培训中心”的路牌。成交楼面地价每平米仅1050元，分析指酒店通过补交土地出让金将无偿取得的土地商业经营的土地，规避了正常的招标-拍卖-挂牌的市场化竞争过程。重庆晚报 新华网/凤凰网（页面存档备份，存于）

## 4月19日
- 2009年3月9日河北省邢台县县长乘中巴（专车）赶午饭时闯红灯，将一名14岁中学生撞残。事故发生后，县长在簇拥之下，离开车祸现场继续赶去吃饭。事件近日被发布到天涯社区等网站，中共县委宣传部门称赔偿费用尚未达成一致。河北新闻网/腾讯（页面存档备份，存于）中国青年报/网易
- 辽宁省沈阳市公安部门3天内查获毒豆芽数量升至40吨，黑加工店老板质问“大家都这么干凭什么抓我”。市打假办会同公安、工商、质监、农委等部门召开专题会议研究。会议上有关部门各抒己见，纷纷表示“不归我管”。法制日报/网易（页面存档备份，存于）

## 4月20日
- 4月20日至22日，十一届全国人大常委会第二十次会议召开，会议表决通过了《关于修改煤炭法的决定》、《关于修改建筑法的决定》和《关于修改道路交通安全法的决定》。国家主席胡锦涛分别签署主席令，公布了有关法律[1][2][3]。
- 浙江省文化厅将苏芮的《牵手》、任贤齐的《小雪》、陈升的《北京一夜》、张宇的《大丈夫》等37首歌曲列为“违禁歌曲”，KTV禁唱。陶喆、王立行、麻吉弟弟、陈奕迅等亦有歌曲榜上有名。有记者询问原因，当局不解释。山东商报/网易
  - 浙江省文化厅称是“误传”，自称从没有发过这样的有关“37首违禁歌曲”的文件他们正在追查错误消息的来源。华西都市报/网易
  - 浙江省温州市文化局表示，文化厅禁唱令是误传，禁唱是由鹿城区文化局根据国务院令所下，与文化厅无关。苏芮的《牵手》被禁的原因是MV画面低俗。钱江晚报/网易（MV）
  - 浙江省温州市鹿城区文化局承认文化厅发布了禁唱令，不理解领导为何否认。人民网/网易
- 广东省佛山市南海区检察官称曾查获16吨猪肉掺入硼砂变成的“牛肉”。硼砂含量达3.8g/kg，而5g硼砂可导致儿童死亡。广州日报/凤凰网（页面存档备份，存于）
- 新华社《国际先驱导报》：中國社會底線難尋，官員貪少點民眾就已很滿意。新华网/中国经济网[]
- 湖北省鄂州市女教师王锦兰浇汽油反强拆被烧成重伤。有目击者称，是强拆者——六车年轻人——点的火。当地媒体作“自焚”报道。财新网/新浪—网页快照（原网页（页面存档备份，存于）已删除）

## 4月21日
- 广东省中山市查获约1万斤（5000kg）添加了墨汁和工业石蜡的假粉条，而有45吨墨汁假粉条已经流入市场。该工厂证照齐全。南方都市报/网易（页面存档备份，存于）
- 中共重庆市江津区“风水书记”王银峰被免职？升任重庆市政府副秘书长（正厅局级）。其曾因解读重庆打黑除恶专项行动为“跟政府作对就是恶”被录音引发关注，还有证据显示，王在新闻发布会上公然说谎。南方都市报 现代快报/新浪（页面存档备份，存于）（参见中国2010年10月新闻动态。）

## 4月22日
- 陕西省榆林市鱼河镇中心小学251名小学生集体食物中毒。校方表示，中毒原因是因喝了由教育行政当局配送的，宝鸡市生产的蒙牛纯牛奶（学生专用牛奶）所致。西部网/网易
- 中央文化部回应禁唱苏芮《牵手》、陈升《北京一夜》、任贤齐《小雪》等37首歌一事：违禁歌曲应查处，点播系统不得与境外的曲库联接。人民网/网易
- 湖南省株洲市58岁村民自焚反强拆。云南信息报

## 4月23日
- 河南省漯河市一公民替残疾人邻居打官司惹来大祸——状告乡政府漯河一农民被关精神病院六年半屡屡遭电击。市精神病医院：家属无权接人，要通过乡政府。中国青年报 东方今报/中青报网站（页面存档备份，存于）

## 4月24日
- 中央人民广播电台音乐之声2010年度中国TOP音乐排行榜颁奖典礼在中国北京市举行。孙楠、尚雯婕分别荣获内地年度最佳男女歌手，周杰伦梁静茹分别荣获港台最佳男女歌手奖。张杰、周笔畅荣获内地最受欢迎歌手奖，港台最受欢迎歌手奖则由王力宏和蔡依林获得。新浪娱乐（页面存档备份，存于）

## 4月27日
- 近日湖南省省会长沙市有近300名村民在参加了一个婚宴后，出现了头痛、恶心和心跳加速的症状被送医急救。91人确定为食物中毒，初步判断为瘦肉精中毒。15人情况严重，含一名孕妇。香港明报/凤凰卫视（页面存档备份，存于）
- 重庆市警方检获三聚氰胺超标奶粉26吨。中通社/新浪香港
- 《南方日报》曝光广东省广州市死猪腐肉拌剧毒农药腌制腊肉全过程，农药腐肉腊肉不缺质量安全（QS）证书。制作者称，死猪做腊肉是行内公开秘密，他还表示用牛肉膏将猪肉变牛肉是几年前的小把戏。南方日报/腾讯（页面存档备份，存于）
- 湖北省武汉市一大型国企消防员徐武要求“同工同酬”被警察送武钢职工精神病院，隔离多年。“飞跃疯人院”后在朋友协助下来到广州市找到媒体。按媒体建议欲进一步作鉴定，是日在南方电视台内被持武汉口音的不明人员，从家人、朋友处绑走。南方电视台已报警。新快报/凤凰网（首页撤链）（页面存档备份，存于）
- 《南方都市报》：江苏省泗洪县“信访学习班”关押告状者、钉子户。拒绝拆迁者“学习”12天受针刑，“自愿”签字搬迁。南方都市报/新浪（页面存档备份，存于）南方新闻网/腾讯（页面存档备份，存于）东方早报/凤凰网（页面存档备份，存于）

## 4月28日
- 中国国家统计局公布的最新全国人口普查统计数据显示，2010年中国大陆已登记总人口达13.39亿。BBC中文网（页面存档备份，存于）
- 山东省高密市柏城镇堤东村村民申诉土地被非法征用没有补偿，副镇长通过山东电视台回应：“我当（村党支部）书记的，就是希望你们喝西北风。”当地国土局称村民应找法院解决，法院表示无法解决。山东卫视南方都市报

## 4月29日
- 《南方都市报》：广东省汕头市两男子卷入命案三次被判死刑，羁押8年终获无罪释放，称曾遭刑讯逼供，希望得到道歉。南方都市报
- 国家海洋局报告称中国近海环境灾害加剧。中新网/网易
- 中国政法大学法律教授、人权律师滕彪在被警方带走70天后，于今天获释。但另一名人权律师李方平据传“被警察带走”。此前一日，美国国务院官员在同中国的“中美人权对话”中，对滕彪等人权律师的失踪表示关注。BBC中文网（页面存档备份，存于）